# Balatak
Balatak (超人戦隊バラタック?, Chōjin Sentai Baratakku, lett. "Balatak, il gruppo combattente dei superuomini") è una serie televisiva anime di genere robotico fantascientifico.

## Produzione e distribuzione
La serie è composta da 31 episodi prodotti nel 1977 dalla Toei Animation. La serie è stata trasmessa in Giappone da TV Asahi dal luglio 1977 al marzo 1978 ed in Italia dal 1982 su alcune emittenti private.

## Trama
Il professor Kato è un esimio scienziato che ha concepito una grande invenzione: la macchina del tempo. Gli Shayzak, un popolo alieno originario della stella Y, giungono sulla terra, guidati dal malvagio Goldeus, per appropriarsi di tale invenzione, rapendo la moglie e uno dei figli del professore.
Il figlio Yuji, scampato fortunosamente al rapimento, si troverà così a dover pilotare, assieme agli amici Yuri, Franco, Mack e Dicky, il robot pluri-componibile Balatak. Tutti e cinque i piloti sono dotati di poteri ESP, grazie ai quali possono governare il Balatak.

## Personaggi
- Yuji Kato
- Yuri
- Franco
- Mack
- Dicky
- Professor Kato
- Mia Kato
- Jun Kato

## Doppiaggio
| Personaggio | Doppiatore originale | Doppiatore italiano |
| ----------- | -------------------- | ------------------- |
| Yuji        | Yūji Mitsuya         | Riccardo Rossi      |
| Mack        | Yu Mizushima         | Vittorio Stagni     |
| Yuri        | Keiko Han            | Georgia Lepore      |
| Dike        | Hiroya Ishimaru      | Oreste Baldini      |
| Franas      | Noriko Tsukase       | Barbara De Bortoli  |
| Goldeus     | Chikao Otsuka        | Norman Mozzato      |

## Episodi
| Nº | Titolo italiano Giapponese 「Kanji」 - Rōmaji                                                     | In onda           | In onda |
| Nº | Titolo italiano Giapponese 「Kanji」 - Rōmaji                                                     | Giapponese        |         |
| 1  | I cinque soldati espar 「五人のエスパー戦士」 - Gonin no esupa senshi                             | 3 luglio 1977     |         |
| 2  | La scomparsa della nazionale giapponese di baseball 「消えた日米野球!!」 - Kie ta nichibeiyakyū!! | 10 luglio 1977    |         |
| 3  | Dove sono mia madre e mio fratello? 「母と兄はどこだ」 - Haha to ani hadokoda                     | 17 luglio 1977    |         |
| 4  | Amo il grande Buddha 「スキスキ大仏さま」 - Sukisuki daibutsu sama                                | 31 luglio 1977    |         |
| 5  | Voglio i panda 「パンダが欲しい!!」 - Panda ga hoshii!!                                           | 7 agosto 1977     |         |
| 6  | Il mistero del registratore 「テープレコーダーの謎」 - Tepurekōda no nazo                         | 14 agosto 1977    |         |
| 7  | Voglio vedere i fuochi d'artificio! 「ドバッ!!花火が見たい」 - Dobatsu!! hanabi ga mita i         | 21 agosto 1977    |         |
| 8  | Una famiglia di balene 「クジラの親子」 - Kujira no oyako                                         | 28 agosto 1977    |         |
| 9  | Ladri di soldi 「日本中のお金を奪え!!」 - Nihonjū noo kin wo ubae!!                               | 4 settembre 1977  |         |
| 10 | Automobili che passione! 「スーパーカーがいっぱい」 - Sūpaka gaippai                              | 11 settembre 1977 |         |
| 11 | Il castello di Osaka 「狙われた大阪城」 - Nerawa reta oosakajō                                    | 18 settembre 1977 |         |
| 12 | Trovatemi una moglie! 「花嫁さんをつかまえろ」 - Hanayome sanwotsukamaero                         | 25 settembre 1977 |         |
| 13 | La locomotiva terrestre 「危うし!D・51」 - Abunau shi!D. 51                                       | 2 ottobre 1977    |         |
| 14 | Il tesoro del pirata Kidd 「海賊キッドの宝物」 - Kaizoku kiddo no takaramono                      | 9 ottobre 1977    |         |
| 15 | Distruggete l'astronave 「飛行船がこわーい」 - Hikōsen gakowa i                                   | 16 ottobre 1977   |         |
| 16 | Un messaggio del presidente 「チリ紙交換でーす!!」 - Chiri kami kōkan de su!!                     | 23 ottobre 1977   |         |
| 17 | Furia, il robot buono 「あらら、不思議な爬虫ロボ」 - Arara, fushigi na hachū robo                 | 30 ottobre 1977   |         |
| 18 | Malinconico autunno 「秋はため息がいっぱい!!」 - Aki hatame iki gaippai!!                         | 6 novembre 1977   |         |
| 19 | Le carote fanno bene alla vista 「ニンジンたべたい!!」 - Ninjin tabetai!!                         | 13 novembre 1977  |         |
| 20 | Il rapimento 「奪われたバラタック!?」 - Ubawa reta baratakku!?                                    | 20 novembre 1977  |         |
| 21 | L'inverno è arrivato 「氷だ、雪だ大騒ぎ!!」 - Koori da, yuki da oosawagi!!                        | 27 novembre 1977  |         |
| 22 | L'investigatore segreto 「俺っち秘密探偵三度笠」 - Ore cchi himitsu tantei sandogasa              | 4 dicembre 1977   |         |
| 23 | Fuga dalla base segreta 「ひみつ基地からの脱出」 - Himitsu kichi karano dasshutsu                 | 11 dicembre 1977  |         |
| 24 | Buon natale, comandante 「司令官のクリスマス」 - Shireikan no kurisumasu                          | 25 dicembre 1977  |         |
| 25 | Dove sono Mia e Jun? 「悲しいめぐりあい」 - Kanashi imeguriai                                     | 8 gennaio 1978    |         |
| 26 | Julius il messaggero di pace 「虹の勇者ジュリアス」 - Niji no yūsha juriasu                       | 22 gennaio 1978   |         |
| 27 | L'osservatorio è in pericolo 「天文台イヤイヤ作戦」 - Tenmondai iyaiya sakusen                    | 29 gennaio 1978   |         |
| 28 | Il lenzuolo di Goldeous 「シーツでごめん!!」 - Shitsu degomen!!                                   | 12 febbraio 1978  |         |
| 29 | Piano piano, in punta di piedi 「ぬき足さし足しのび足」 - Nuki tasa shi tashi nobi ashi           | 19 febbraio 1978  |         |
| 30 | Il ritorno 「人質は奪い返したか!?」 - Hitojichi ha ubai kaeshi taka!?                             | 26 febbraio 1978  |         |
| 31 | Questa è la fine! 「もう、終りでーす」 - Mō, owari de su                                          | 5 marzo 1978      |         |

## Sigle
Sigla iniziale
- Chojin Sentai Baratack di Ichirō Mizuki

Sigla finale
- Nakama tte ii na di Mitsuko Horie e Koorogi '73

In Italia l'anime è stato trasmesso con le sigle originali giapponesi.